# The Man Is Back!
The Man Is Back! es el decimoséptimo álbum de estudio del cantante, compositor y productor estadounidense Barry White, lanzado el 24 de agosto de 1989 por la compañía discográfica A&M/PolyGram Records. Primer álbum de su regreso a la relevancia musical, el disco contenía un estilo de producción más contemporáneo a pesar de seguir manteniendo los elementos esenciales de su sonido característico, y aunque las ventas del mismo fueron moderadas, llegando a la posición #22 en la lista de álbumes R&B, apenas logró una posición mejor que su anterior y decepcionante debut bajo el nuevo sello A&M, The Right Night & Barry White. La recepción crítica fue generalmente positiva, siendo clasificada como disfrutable y merecedora, pero sin ser innovadora, añadiendo al legado de White.

## Listado de canciones (CD)
| Side one |                                                                    |          |  |
| N.º      | Título                                                             | Duración |  |
| 1.       | «Responsible» (Barry White, Julian Jackson, Jack Perry)            | 4:41     |  |
| 2.       | «Super Lover» (White, Perry, William Jones)                        | 4:52     |  |
| 3.       | «L.A. My Kinda Place» (White)                                      | 4:50     |  |
| 4.       | «Follow That and See (Where It Leads Y'All)» (White)               | 5:04     |  |
| 5.       | «When Will I See You Again» (White, Terrence Thomas)               | 5:51     |  |
| 6.       | «I Wanna Do It Good to Ya» (White, Rusty Hamilton III)             | 6:00     |  |
| 7.       | «It's Getting Harder All the Time» (Aaron Schroeder, David Grover) | 5:09     |  |
| 8.       | «Don't Let Go» (White, Thomas, Chuckii Booker)                     | 9:08     |  |
| 9.       | «Love's Interlude/Good Night My Love» (White)                      | 7:46     |  |

Voces de apoyo: Glodean White, Bridgette White, Cydney Davis.

## Sencillos
- "Super Lover" (US R&B #34)
- "I Wanna Do It Good to Ya" (US R&B #26)
- "When Will I See You Again" (US R&B #32)

- Datos: Q3988185